# 全日本スナック連盟
一般社団法人全日本スナック連盟（ぜんにほんすなっくれんめい）は、日本の一般社団法人。所在地は東京都渋谷区で、2014年に設立された。略称は全スナ連。

## 設立目的
一説には日本に30万店あるともいわれるスナックであるが、他の業態に比して、個々の経営者間での相互交流が極めて希薄であった。このため、スナック間の相互交流、そして世界でも稀有な、日本固有の文化である「スナック」文化を、より普及・発展させるため、「スナック」の存続と繁栄に寄与することを目的としている。

## 活動内容
- スナックに関する調査、研究事業
- スナックに関する広報活動
- スナックにおけるマナー、エチケット向上に資するための啓発活動
- スナック経営者間の連絡、交流を活性化するための事業
- スナック経営者間の相互扶助、支援、親睦を図るための事業
- スナック経営に関するコンサルティング事業
- 酒類製造業や酒類販売業等の関係諸団体と連携、協力するための事業
- 会報及びスナック関連出版物等の発行事業
- 当法人の目的を達成するために必要な物品、映像・音楽ソフト等の開発及び販売
- 当法人の目的を達成するために必要な講演、イベント等の開催
- その他目的を達成するために必要な事業

## 役員一覧
- 会長 玉袋 筋太郎
- 代表理事 葭 範夫
- 理事 永盛 健之
- 理事 畔柳 賢朗

## 事務局所在地
- 〒150-0001 東京都渋谷区神宮前4-25−6 ジンフラット3F
- TEL(03)6804-3066  FAX(03)6804-6582